# 脊髓灰質炎病毒
脊髓灰質炎病毒（英語：Poliovirus）或称为脊髓灰白質炎病毒，是脊髓灰質炎（小兒麻痺）的病原，故又稱小兒麻痺病毒。它是一个没有包膜的病毒，由一條單股RNA和蛋白质外壳组成，直径约25纳米，属于小核醣核酸病毒科腸道病毒屬。除人類外，猴子也会受这种病毒感染。脊髓灰质炎病毒属于嗜神经病毒，可感染神经系统。
脊髓灰白質炎病毒通过粪便、饮食及接触感染。卫生措施对感染途径的影响比较小。它首先感染消化系统，在少数情况下通过血液传播到身体其他部分。
在大多数情况下脊髓質炎没有任何病症，有时它会造成類似流行性感冒的症状。在少数情况下（约1%）它会感染神经细胞，主要对肌肉运动重要的脊髓中的细胞造成麻痺。

## 分类
按照免疫化学脊髓灰質炎病毒可以分三类：
- 第一类是最常见的，可以造成重病
- 第二类的病况一般比较轻
- 第三类比较少见，但是大多造成重病

## 验证方法
- 糞便化验，在3/4的情况下在感染一星期后可以验证
- 血清化验，化验血清中的抗体
- 聚合酶链锁反应，化验病毒核酸法，而且未参加免疫的人有可能会通过被免疫的人感染

## 外部連結
- 微生物免疫學-Picornaviridae(小RNA病毒科)